# Peter Antonie
Peter Thomas Antonie (Melbourne, 11 mei 1958) is een Australisch roeier. Antonie nam driemaal deel aan de Olympische Zomerspelen en won bij zijn tweede deelname in 1992 de gouden medaille in de dubbel-twee samen met Stephen Hawkins. Zijn grootste succes op de Wereldkampioenschappen roeien was de wereldtitel in de lichte skiff tijdens de Wereldkampioenschappen roeien 1986.

## Resultaten
- Wereldkampioenschappen roeien 1977 in Amsterdam  lichte-vier-zonder
- Wereldkampioenschappen roeien 1978 lichte klasse in Kopenhagen  lichte-vier-zonder
- Wereldkampioenschappen roeien 1979 in Bled 6e lichte-acht
- Wereldkampioenschappen roeien 1981 in München 11e lichte-dubbel-twee
- Wereldkampioenschappen roeien 1982 in Luzern 4e lichte-acht
- Wereldkampioenschappen roeien 1983 in Duisburg  lichte-acht
- Wereldkampioenschappen roeien 1984 in Montreal 10e lichte-acht
- Wereldkampioenschappen roeien 1985 in Hazewinkel 9e lichte-skiff
- Wereldkampioenschappen roeien 1986 in Nottingham  lichte-skiff
- Wereldkampioenschappen roeien 1987 in Kopenhagen 5e lichte-skiff
- Olympische Zomerspelen 1988 in Seoel 5e in de dubbel-vier
- Wereldkampioenschappen roeien 1989 in Bled 4e dubbel-twee
- Wereldkampioenschappen roeien 1990 in Barrington  dubbel-twee
- Wereldkampioenschappen roeien 1991 in Wenen 4e in de skiff
- Olympische Zomerspelen 1992 in Barcelona  in de dubbel-twee
- Wereldkampioenschappen roeien 1993 in Račice 7e dubbel-twee
- Wereldkampioenschappen roeien 1994 in Indianapolis 9e dubbel-twee
- Olympische Zomerspelen 1996 in Atlanta 6e in de dubbel-twee

1904: John Mulcahy & William Varley ·
1920: Paul Costello & John B. Kelly, Sr. ·
1924: Paul Costello & John B. Kelly, Sr. ·
1928: Paul Costello & Charles McIlvaine ·
1932: Kenneth Myers & Garrett Gilmore ·
1936: Jack Beresford & Leslie Southwood ·
1948: Richard Burnell & Bert Bushnell ·
1952: Tranquilo Cappozzo & Eduardo Guerrero ·
1956: Aleksandr Berkoetov & Joeri Tjoekalov ·
1960: Václav Kozák & Pavel Schmidt ·
1964: Oleg Tjoerin & Boris Doebrovsky ·
1968: Anatoli Sass & Aleksandr Timosjinin ·
1972: Aleksandr Timosjinin & Gennadi Korsjikov ·
1976: Frank Hansen & Alf Hansen ·
1980: Joachim Dreifke & Klaus Kröppelien ·
1984: Bradley Lewis & Paul Enquist ·
1988: Nico Rienks & Ronald Florijn ·
1992: Stephen Hawkins & Peter Antonie ·
1996: Agostino Abbagnale & Davide Tizzano ·
2000: Luka Špik & Iztok Čop ·
2004: Sébastien Vieilledent & Adrien Hardy ·
2008: David Crawshay & Scott Brennan ·
2012: Nathan Cohen & Joseph Sullivan  ·
2016: Martin Sinković & Valent Sinković ·
2020: Hugo Boucheron & Matthieu Androdias  ·
2024: Andrei Cornea & Marian Enache